# La metropoli e la vita dello spirito
La metropoli e la vita dello spirito (in tedesco: Die Großstädte und das Geistesleben) è un saggio del sociologo e filosofo tedesco Georg Simmel, pubblicato per la prima volta nel 1903.

## Contenuto
L’autore nella sua opera restituisce una descrizione della vita metropolitana, che accresce «l’intensificazione della vita nervosa», con un conseguente atteggiamento di «blasè», cioè di indifferenza, distrazione e solitudine dell’uomo moderno.
L’uomo che vive in città, per difendersi da questa incessante sovraesposizione di stimoli, reagirà tramite l’intelletto, che prende il sopravvento sulle altre ragioni del suo essere. L’intelletto è contrapposto al sentimento, che è invece conservatore, e restio al cambiamento.
L’intelletto, accostato al denaro e agli scambi commerciali, rende la città estremamente quantitativa, indifferente alle relazioni umane, che sono per definizione qualitative.
Gli abitanti della metropoli si confrontano con gli altri abitanti in modo talmente riservato che questa riservatezza rischia di tramutarsi in «tacita avversione e repulsione», che a sua volta può esplodere in odio e aggressione. La vita metropolitana concede molta libertà all'individuo, ma una eccessiva libertà crea il rischio di accrescere il sentimento di solitudine.
Simmel affronta poi il tema del lavoro nella grande città: essa offre molteplici possibilità e prestazioni. La città rende possibile la divisione e la specializzazione del lavoro, rendendo ognuno indispensabile ed insostituibile. Questa specializzazione però, porta l’uomo a soffermarsi su una piccola parte, perdendo di vista la globalità delle esperienze. Secondo l’autore tedesco, la volontà di distinguersi è l’unico modo per continuare ad occupare un posto ed avere coscienza di sé.
Simmel contrappone quindi lo «spirito oggettivo», cioè quello che l’uomo produce in ogni campo, ma che poi non riesce a controllare e viene percepito come ostacolo alla libera espressione del sé (ad esempio la macchina), allo «spirito soggettivo», cioè quello delle relazioni sociali dal carattere globale.
L’uomo è allora «ridotto ad una quantité nègligeable, ad un granello di sabbia», davanti ad una vita in città che assume caratteri sempre più oggettivi.
Le metropoli forniscono lo spazio in cui oggettivo e soggettivo si confrontano, e il compito dell’uomo «non è quello di accusare o di perdonare: solo quello di comprendere» i processi che avvengono all’interno delle città moderne.

## Edizioni
- Simmel G., La metropoli e la vita dello spirito, a cura di Jedlowski P., Armando Editore, 1995.